# Гауя (радиоприёмник)

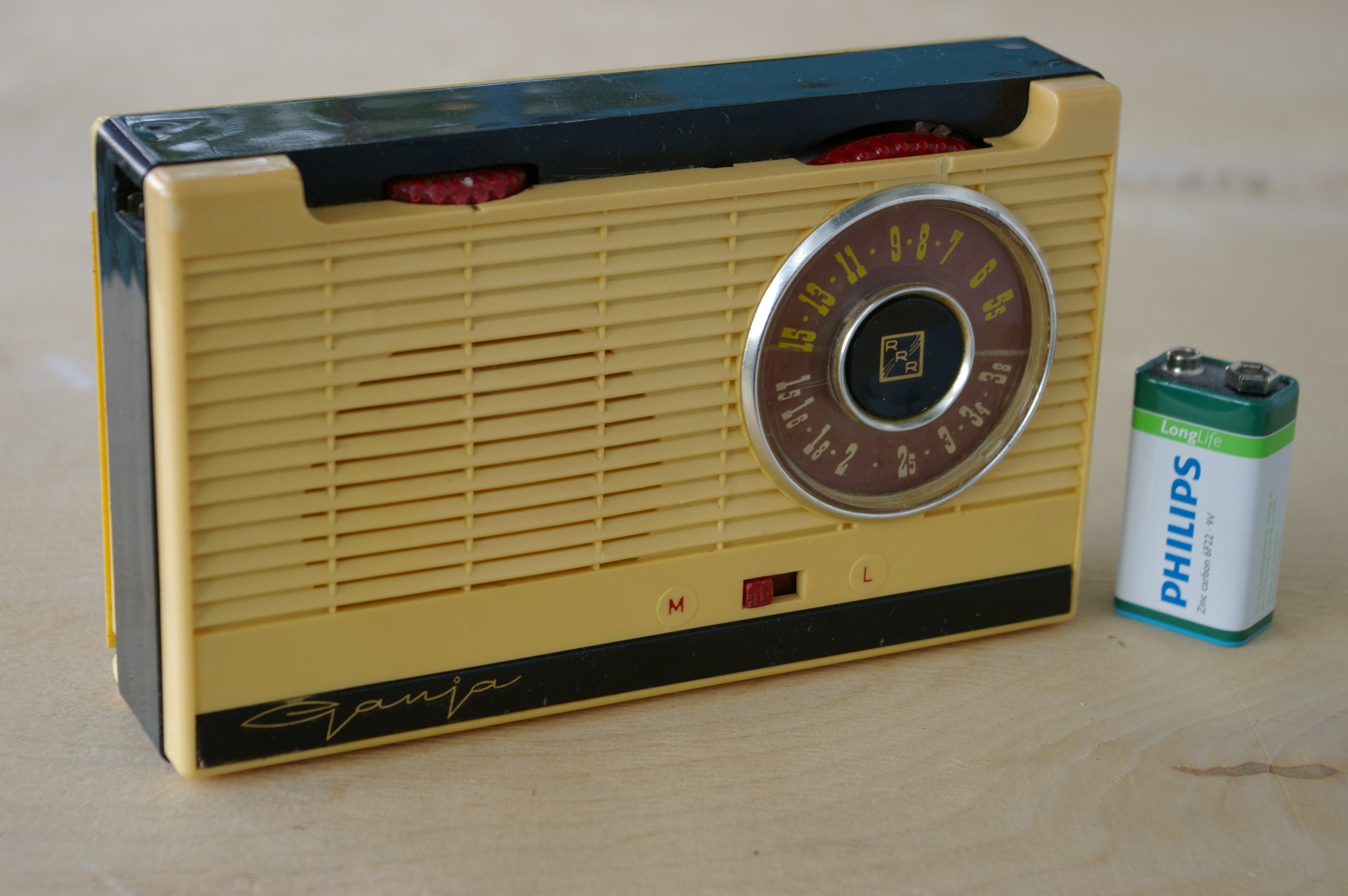
«Гауя», вариант с зарядным устройством (на левой стенке вверху виден разъём для подключения шнура)

«Га́уя» (латыш. Gauja — название реки в Латвии) — советский портативный транзисторный радиоприёмник, один из первых, выпущенных крупной серией и первый, произведённый на Рижском радиозаводе им. А. С. Попова (RRR). Начало производства — январь 1961 г., окончание — 1964 г., выпущено около 300 тыс. штук.
Автор дизайна — Адольф Ирбитис.

## Технические характеристики
«Гауя» — супергетеродинный приемник, предназначенный для приема сигналов с амплитудной модуляцией в диапазонах длинных (150…350 кГц) и средних (520…1600 кГц) волн. Собран на шести германиевых транзисторах и одном диоде. Антенна — магнитная, встроенная, на плоском ферритовом стержне. Номинальное напряжение питания — 9 В (батарея «Крона» или аккумулятор 7Д-0,1), работоспособность сохраняется при напряжении 5,6 В. Максимальная выходная мощность — 150 мВт. Размеры 162×98×39 мм. Масса с батареей и кожаным футляром 600 г.
Органов управления — три: ручка настройки (большого диаметра, без верньера, насажена прямо на ось конденсатора настройки), регулятор громкости, совмещённый с выключателем, и переключатель диапазонов. Подключение внешней антенны и наушников не предусмотрено.
«Гаую» выпускали в двух вариантах — с зарядным устройством для аккумулятора и без него. В варианте с ЗУ в корпусе приёмника размещался выпрямитель на одном диоде и разъём, в комплект входил шнур со специальной вилкой для подключения к сети 220 или 127 В. В вилке находились гасящие резисторы и переключатель напряжения. Зарядное устройство не содержит развязывающего трансформатора, при его работе элементы приёмника оказываются гальванически связанными с сетью. Аккумуляторный вариант стоил 52 руб. 90 коп., обычный — 43 руб. 70 коп.
В 1963 г. завод начал выпускать более совершенную модель того же класса «Селга», и оба приёмника некоторое время выпускались одновременно. 

## В кино
«Гауя» была достаточно популярна, её можно видеть в кинофильмах 1960-х годов («Три плюс два», «Три тополя на Плющихе», «Берегись автомобиля»), а также в более поздних — «Большая перемена», «Чёрная кошка, белый кот», «Псы».